# Atrioventrikulär re-entry takykardi
Atrioventrikulär re-entry takykardi (AVRT), eller atrioventrikulär reciprokerande takykardi, är en typ av hjärtarytmi med en onormalt snabb rytm (takykardi); det klassificeras som en typ av supraventrikulär takykardi (SVT). AVRT är vanligast förknippat med Wolff-Parkinson-White syndrom, men ses också vid permanent junctional reciprokerande takykardi (PJRT). I AVRT tillåter en accessorisk väg elektriska signaler från hjärtats kammare att komma in i förmaken och orsaka kontraktion tidigare än normalt, vilket leder till upprepad stimulering av den atrioventrikulära noden. 

## Symtom

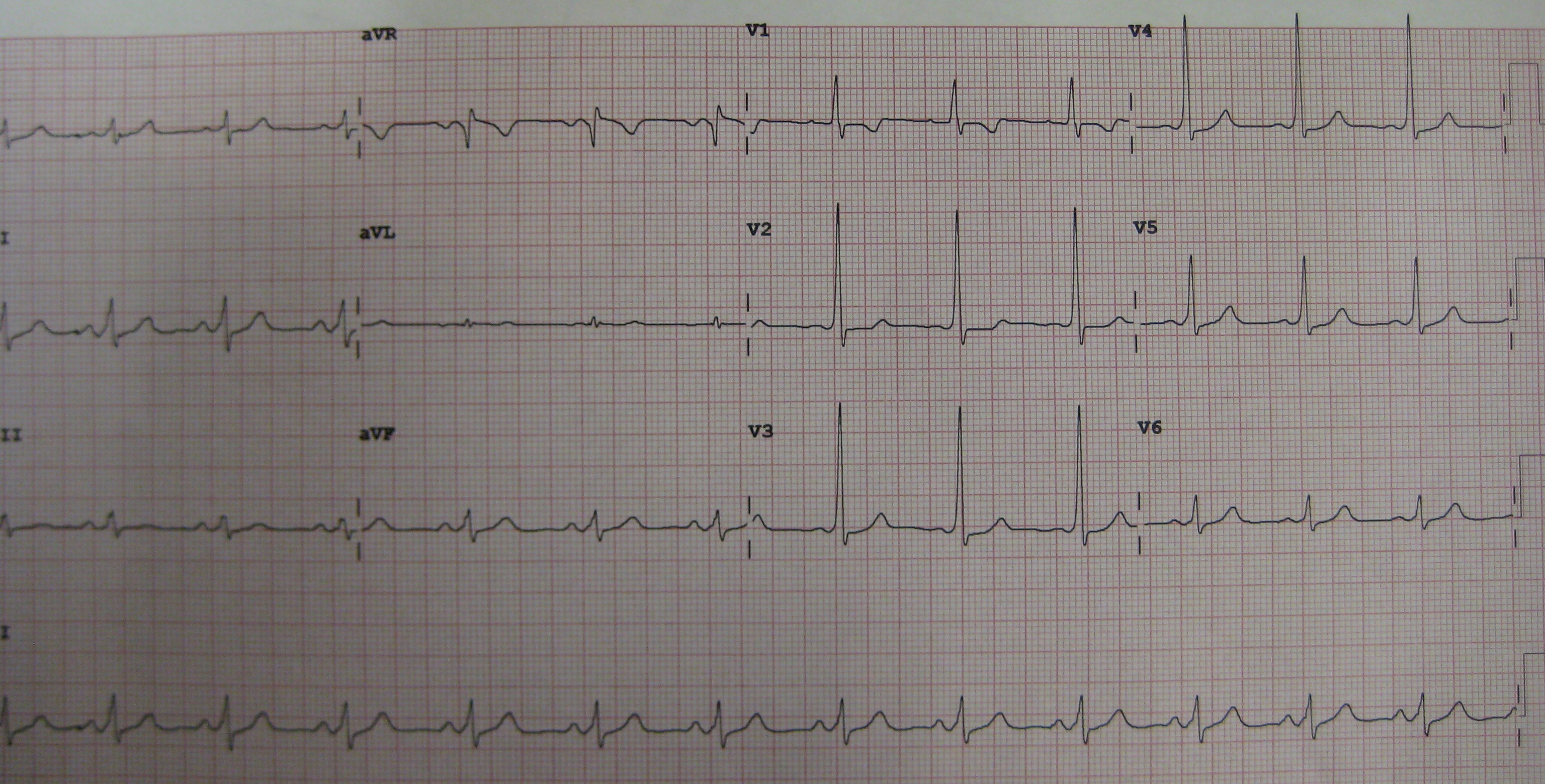
Elektrokardiogram med 12 avledningar av en individ med Wolff–Parkinson–White syndrom som uppvisar deltavågor före QRS-komplexen

Pågående SVT kan yttra sig genom hjärtklappning, yrsel, andnöd eller medvetslöshet (svimning). Elektrokardiogrammet (EKG) skulle framstå som en smalkomplex SVT. Mellan episoder av takykardi är den drabbade sannolikt asymtomatisk; EKG skulle dock visa den klassiska deltavågen vid Wolff–Parkinson–Whites syndrom. 

## Patofysiologi

Utseende av AVRT jämfört med andra supraventrikulära arytmier.

Två distinkta vägar är involverade: det normala atrioventrikulära ledningssystemet och en accessorisk väg. Under AVRT passerar den elektriska signalen på normalt sätt från AV-noden in i ventriklarna. Sedan passerar den elektriska impulsen patologiskt tillbaka in i förmaken via en accessorisk bana, vilket orsakar förmaksskontraktioner, och återvänder till AV-noden för att slutföra re-entry-kretsen (se figur). När den väl har påbörjats kan cykeln fortsätta och få hjärtat att slå snabbare än vanligt, därav är takykardi (mer än 100slag/min) ett vanligt symtom.[källa behövs]
Initiering av AVRT kan ske genom en för tidig impuls från förmaken, AV-noden eller kammaren. 

## Behandling
Den akuta behandlingen är i stort detsamma som för SVT. Syftet är att avbryta kretsen. Hos patienter med cirkulationssvikt kan elkonvertering vara nödvändig. I frånvaro av chock (cirkulationssvikt), försöks man inhibera AV-noden. Detta uppnås först genom ett försök med specifika fysiska manövrar kallade valsalvamanövern som att hålla andan eller luta sig bakåt. Om dessa manövrar misslyckas, kan intravenöst adenosin tillsättas vilket leder till fullständig elektrisk blockad av AV-noden och avbryter den återinträdande elektriska kretsen. Långtidsbehandling inkluderar behandling med betablockerare och radiofrekvensablation av tillbehörsvägen.